# Kenji Yamazato
Roberto Kenji Yamazato Adaniya, conocido como el "Maestro Kenji" (Lima, 1953 - 29 de enero de 2013), fue un músico peruano. Compositor, arreglista y director de una importante orquesta limeña.

## Biografía
Nació en Lima en 1953. Se desempeñó como Director de la Escuela de músicos de la PNP. En 1970 fundó su conjunto "Kenji Yamazato Orquesta", logrando así presentarse en las fiestas más exclusivas del Perú, hecho que lo llevó a compartir escenario con grandes figuras de la música como el trío Pandora, Nicola Di Bari, La Orquesta de la Luz, Thalia, el peruano Gianmarco, Pedro Suárez Vertiz, Jean-Paul Strauss, Grupo Río, entre otros. Tuvo a su cargo la parte musical de varios programas de televisión como "Triki trak" de Luis Ángel Pinasco, "Domingo Gigante" del conductor argentino Horacio Ross, “De dos a cuatro” y “Erre con R”, en los cuales laboró con el presentador y músico Raúl Romero. Trabajó en la parte musical en el programa de la conocida actriz Regina Alcover. Fue también parte del conjunto musical del programa de televisión Baila con las estrellas conducido por Rebeca Escribens, Camino a la fama conducido por la modelo Patty Wong y el actor Paul Martin, y Bailando por un sueño Perú con Gisela Valcárcel en el año 2008.
En el año 2012 incursionó en la gastronomía abriendo el 13 de mayo, un restaurante denominado Restaurante Anta Fusión en el distrito de Pueblo Libre, ofreciendo espectáculos con música en vivo y Danzas típicas del Perú.
Falleció víctima de una complicación por bronconeumonía, a la edad de 59 años, entre las  10 y 11 p. m. del 28 de enero de 2013 en el Hospital Rebagliati. Sus restos fueron velados en el Velatorio de la parroquia Santa María Madre de la Iglesia en el distrito de Jesús María y sepultados en el Cementerio Parque del Recuerdo de Lurín.

## Obras
- El Cariño.
- Jingles de programas televisivos

## Reconocimientos
- "Mejor orquesta del año" 1989 otorgado por la revista Gente
- "Mejor orquesta del año" 1990 otorgado por la revista Gente
- "Mejor orquesta del año" 1991 otorgado por la revista Gente
- "Mejor orquesta del año" 1993 otorgado por la revista Gente
- "Mejor orquesta latina nikkei" 2001, otorgado por el Worldwide Uchinanchu Festival in Okinawa, en representación del Perú ante la Comunidad Peruano Japonesa en Okinawa (Japón).